# Suzie Davies
Suzie Davies ist eine britische Szenenbildnerin und Artdirector, die bei der Oscarverleihung 2015 für ihre Arbeit bei Mr. Turner – Meister des Lichts zusammen mit Charlotte Watts für den Oscar in der Kategorie Bestes Szenenbild nominiert war. Eine weitere Nominierung in dieser Kategorie erhielt er 2025 für Konklave. Davies besuchte ein agrarwissenschaftliches College und kam über einen Aushilfsjob zur Szenenbildnerei. Ihre Arbeit bei Mr. Turner, einer Filmbiographie des britischen Malers William Turner, beinhaltete unter anderem die Rekonstruktion der historischen Royal Academy of Arts mitsamt ihren fast 300 Gemälden. Davies wirkte seit Beginn ihrer Karriere Anfang der 2000er Jahre an rund 25 Fim- und vor allem Fernsehproduktionen mit.

## Filmographie
- 2000–2002: Inspector Barnaby (Midsomer Murders, Fernsehserie)
- 2001: Othello (Fernsehfilm)
- 2002: Tipping the Velvet (Fernseh-Mehrteiler)
- 2002: The Secret (Fernsehfilm)
- 2003: William and Mary (Fernsehserie)
- 2003: The Young Visiters (Fernsehfilm)
- 2003: Too Good to Be True (Fernsehfilm)
- 2004: Ten Minute Movie (Kurzfilm)
- 2004: The Long Firm (Fernseh-Mehrteiler)
- 2004: Fakers
- 2005: The Cost of Living (Fernseh-Kurzfilm)
- 2005: Fingersmith (Fernseh-Mehrteiler)
- 2006: Agatha Christie’s Marple (Fernsehserie)
- 2007–2009: Kingdom (Fernsehserie)
- 2008: The Children
- 2008: All Bar Love
- 2009: Hands Solo (Kurzfilm)
- 2010: Lip Service (Fernsehserie)
- 2011: Christopher und Heinz – Eine Liebe in Berlin (Christopher and His Kind, Fernsehfilm)
- 2012: Eternal Law (Fernsehserie)
- 2012: A Running Jump (Kurzfilm)
- 2013: Mad Dogs (Fernsehserie)
- 2013: Murder on the Home Front (Fernsehfilm)
- 2014: Mr. Turner – Meister des Lichts (Mr. Turner)
- 2015: Cider with Rosie (Fernsehfilm)
- 2021: Die wundersame Welt des Louis Wain (The Electrical Life of Louis Wain)
- 2023: Saltburn
- 2024: Konklave (Conclave)
- 2024: Hard Truths